# 下韦伦博恩
下韦伦博恩是德国图林根州的一个市镇。总面积56.09平方公里，总人口6336人，其中男性3178人，女性3158人（2011年12月31日），人口密度113人/平方公里。